# Juwentyn
Juwentyn – imię męskie pochodzenia łacińskiego, wywodzące się od słowa oznaczającego "młody". Patronem tego imienia jest św. Juwentyn, wspominany razem ze św. Maksymem (IV wiek).
Juwentyn imieniny obchodzi 25 stycznia.